# Terrebonne (circonscription provinciale)
Pour les articles homonymes, voir Terrebonne (homonymie).
Circonscription électorale provinciale du Canada
Terrebonne est une circonscription électorale provinciale du Québec. Elle est située dans la région administrative de Lanaudière.
La députée actuelle est Catherine Gentilcore du Parti québécois, élue lors de l'élection partielle du 17 mars 2025.

## Historique

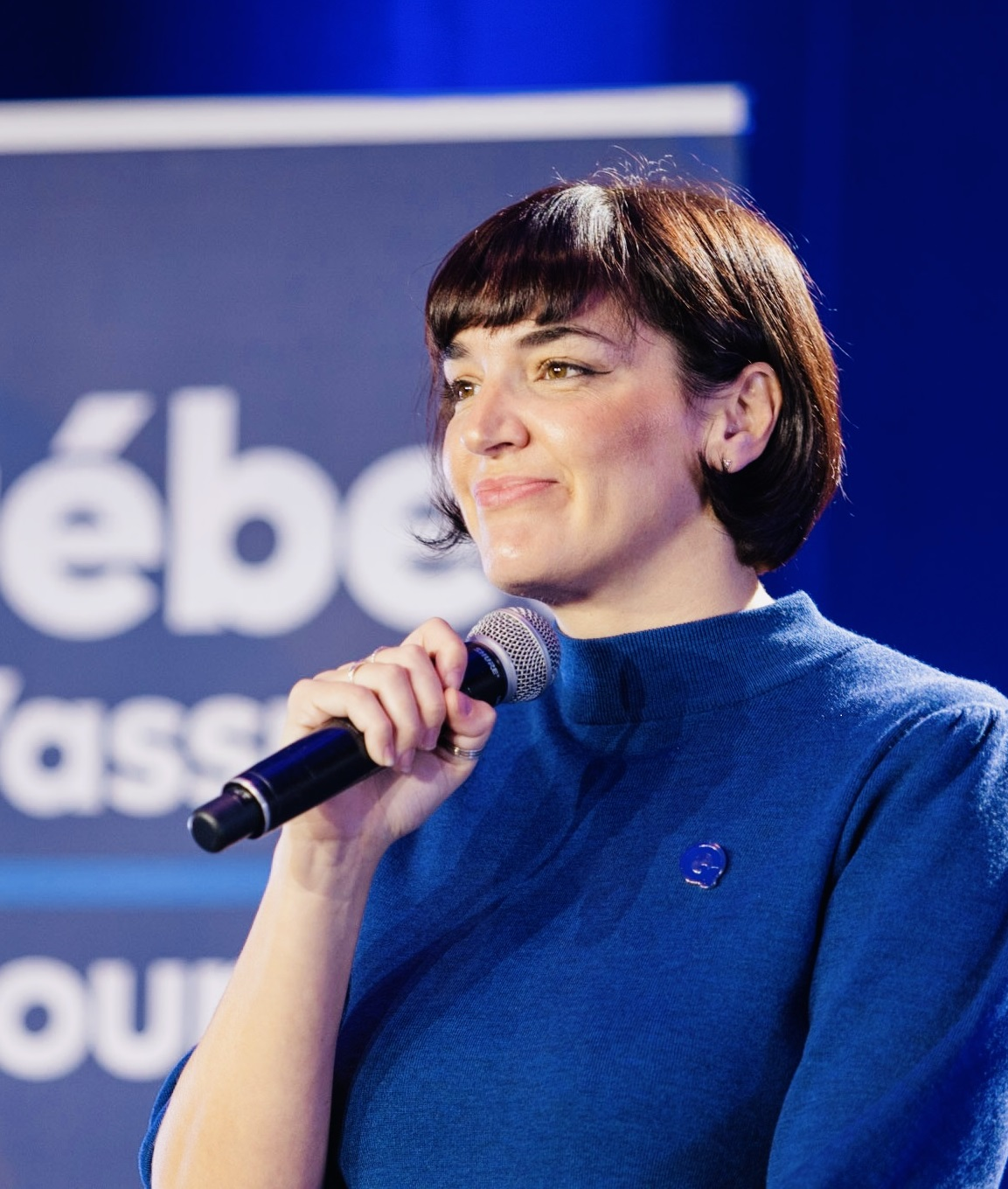
Catherine Gentilcore est députée de Terrebonne depuis 2025 pour le Parti québécois.

La circonscription de Terrebonne tire son origine du district électoral d'Effingham, créé en 1791 pour envoyer deux députés à la Chambre d'assemblée du Bas-Canada. Le district couvrait à l'époque l'île Jésus ainsi que les localités de Terrebonne et  Blainville et les terres situées au nord de celles-ci. En 1829 le district est renommé Terrebonne. Il est conservé en 1841 comme district de l'Assemblée législative de la province du Canada, mais perd en 1853 l'île Jésus qui forme dès lors le district de Laval. À la Confédération de 1867, il fait partie des 65 districts créés pour élire la législature provinciale. Une première modification en 1882 ajoute à Terrebonne une partie du district d'Argenteuil.
Par la suite, le territoire de Terrebonne sera modifié à plusieurs reprises, pour refléter les changements de population. En 1972, la circonscription, qui s'étendait alors loin vers le nord, dans les Laurentides, est limitée à la région située près de la rivière des Mille Îles, le reste étant partagé entre Deux-Montagnes, Prévost et Laurentides-Labelle. En 1980, toute la moitié ouest de Terrebonne est détachée pour former la circonscription de Groulx, mais en même temps Terrebonne s'agrandit vers l'est en intégrant une partie de L'Assomption.  
Lors du découpage de la carte en 1988, on propose la formation d'une nouvelle circonscription nommée Marsan et changer le nom de Terrebonne pour Masson. Mais le changement de nom ne se produira jamais et le nouveau nom proposé est donné à la nouvelle circonscription. Toutefois, Terrebonne s'agrandit alors vers le nord absorber une partie de Rousseau.  
En 1992, il est retiré à Terrebonne pour former une partie de la nouvelle circonscription de Blainville, tandis que Terrebonne s'étend à nouveau vers l'est aux dépens de Masson. En 2011 la partie la plus à l'est de Terrebonne est cédée à L'Assomption. 

## Territoire et limites
La circonscription comprend le territoire de la ville de Terrebonne, à l'exception de l'ancienne ville de La Plaine et de la partie de la ville située à l'est de la montée Dumas.

## Liste des députés

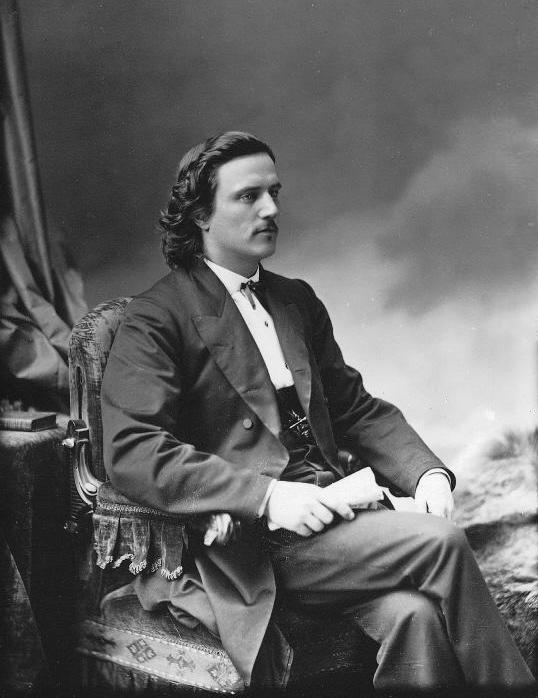
Joseph-Adolphe Chapleau est député de Terrebonne de 1867 à 1882 pour le Parti conservateur du Québec. Il est premier ministre du Québec de 1879 à 1882.

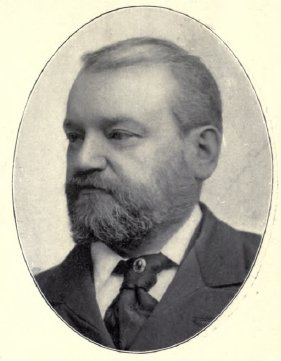
Guillaume-Alphonse Nantel est député de Terrebonne de 1882 à 1900 pour le Parti conservateur du Québec.

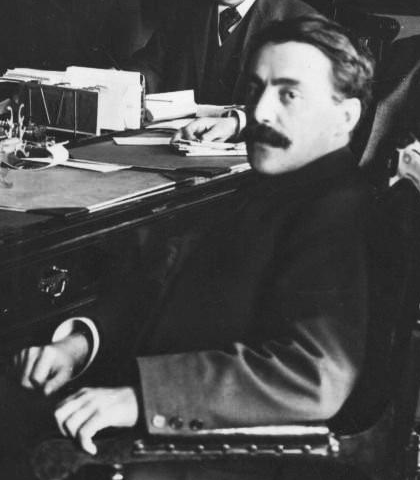
Jean Prevost est député de Terrebonne de 1900 à 1912 pour le Parti libéral du Québec et de 1912 à 1915 comme libéral indépendant.

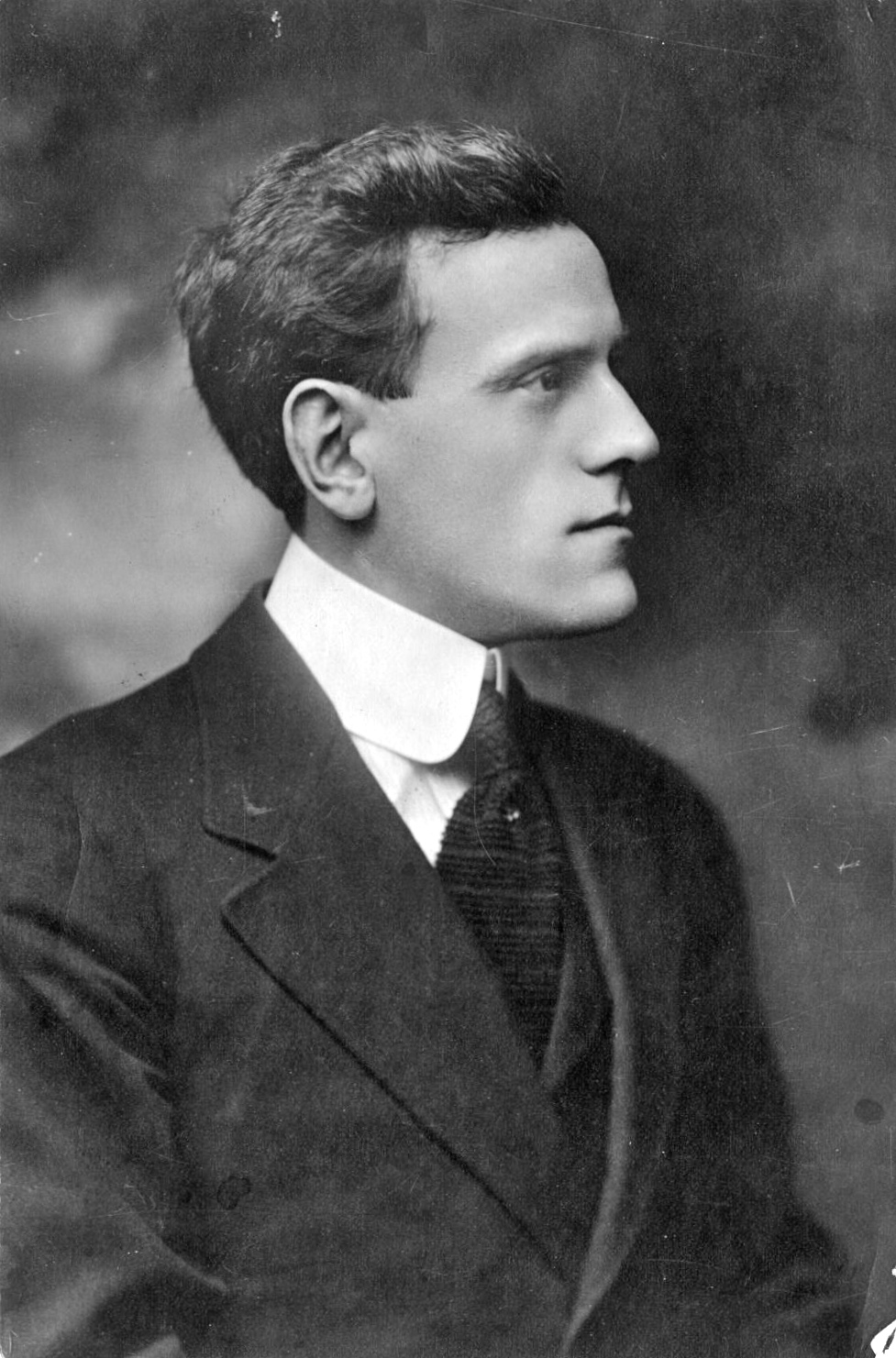
Athanase David est député de Terrebonne de 1916 à 1936 pour le Parti libéral du Québec.

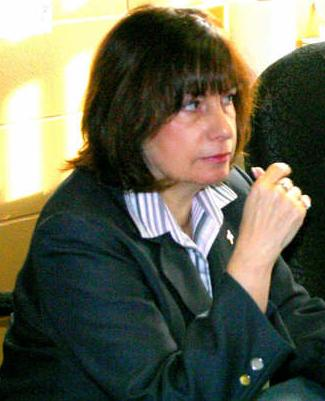
Jocelyne Caron est députée de Terrebonne de 1989 à 2007 pour le Parti québécois.

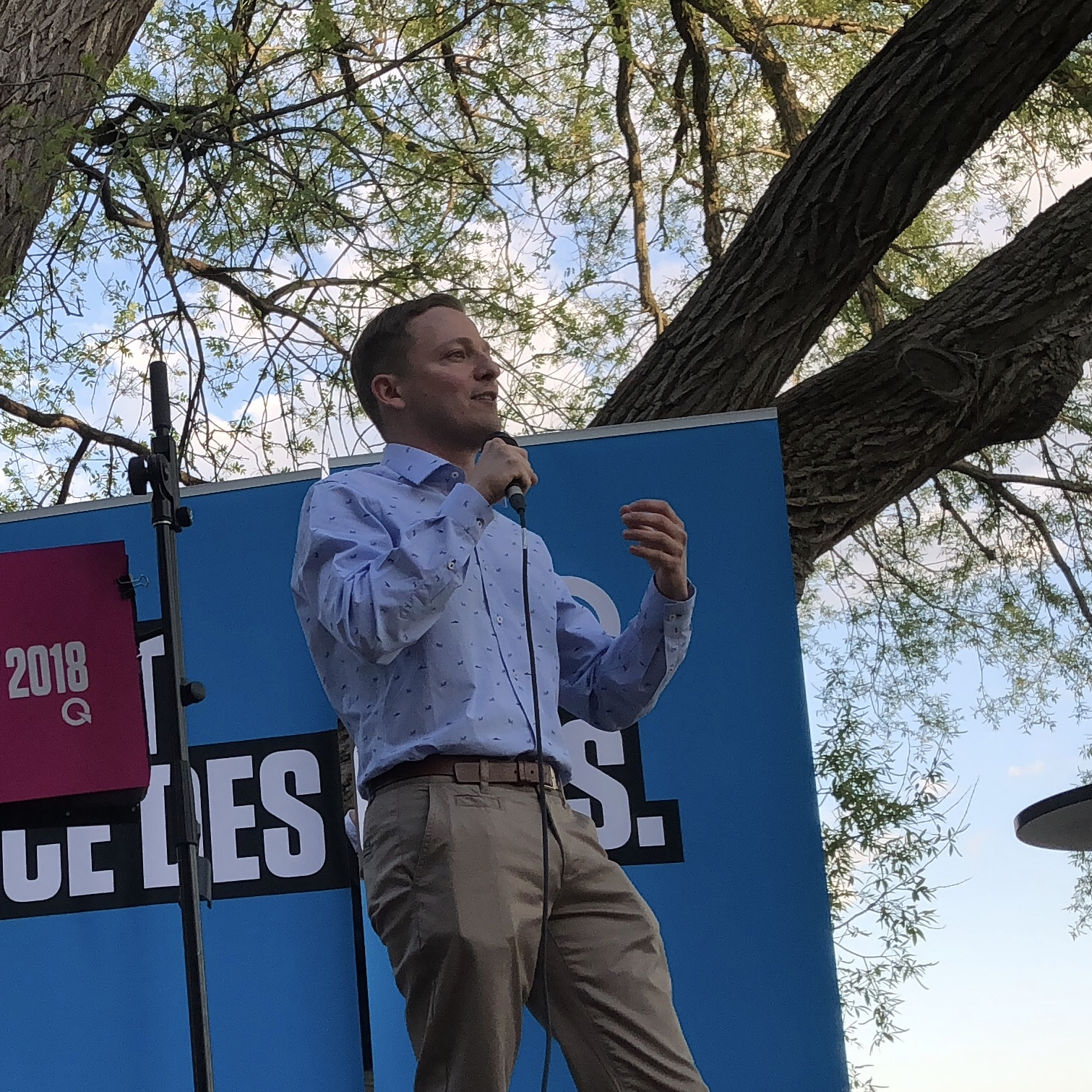
Mathieu Traversy est député de Terrebonne de 2008 à 2018 pour le Parti québécois.

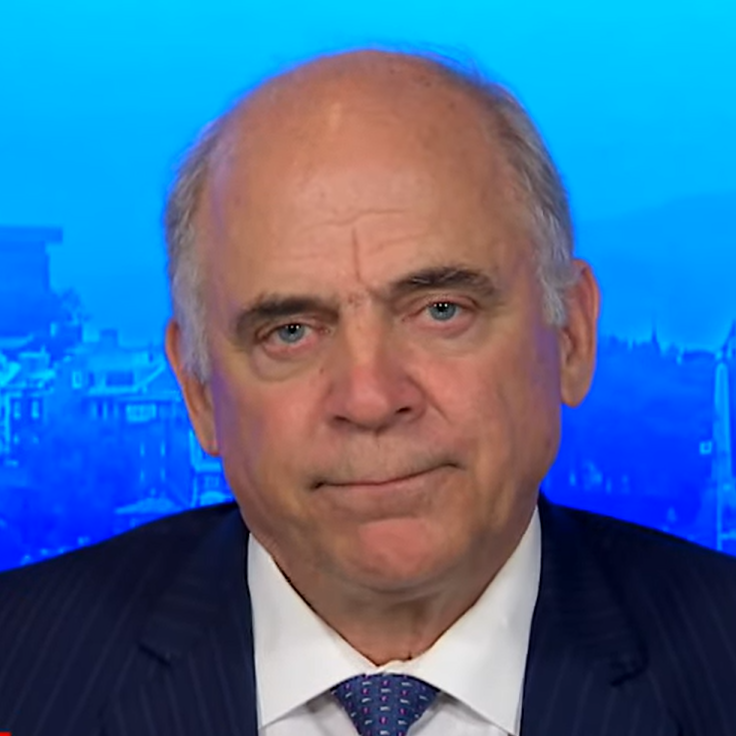
Pierre Fitzgibbon est député de Terrebonne de 2018 à 2024 pour la Coalition avenir Québec.

| Années | Années        | Député                    | Parti               |
| ------ | ------------- | ------------------------- | ------------------- |
|        | 1867 - 1871   | Joseph-Adolphe Chapleau   | Conservateur        |
|        | 1871 - 1873   | Joseph-Adolphe Chapleau   | Conservateur        |
|        | 1873 - 1875   | Joseph-Adolphe Chapleau   | Conservateur        |
|        | 1875 - 1876   | Joseph-Adolphe Chapleau   | Conservateur        |
|        | 1876 - 1878   | Joseph-Adolphe Chapleau   | Conservateur        |
|        | 1878 - 1879   | Joseph-Adolphe Chapleau   | Conservateur        |
|        | 1879 - 1881   | Joseph-Adolphe Chapleau   | Conservateur        |
|        | 1881 - 1882   | Joseph-Adolphe Chapleau   | Conservateur        |
|        | 1882 - 1886   | Guillaume-Alphonse Nantel | Conservateur        |
|        | 1886 - 1890   | Guillaume-Alphonse Nantel | Conservateur        |
|        | 1890 - 1892   | Guillaume-Alphonse Nantel | Conservateur        |
|        | 1892 - 1897   | Guillaume-Alphonse Nantel | Conservateur        |
|        | 1897 - 1900   | Guillaume-Alphonse Nantel | Conservateur        |
|        | 1900 - 1904   | Jean Prévost              | Libéral             |
|        | 1904 - 1905   | Jean Prévost              | Libéral             |
|        | 1905 - 1908   | Jean Prévost              | Libéral             |
|        | 1908 - 1912   | Jean Prévost              | Libéral             |
|        | 1912 - 1915   | Jean Prévost              | Libéral indépendant |
|        | 1916 - 1919   | Athanase David            | Libéral             |
|        | 1919          | Athanase David            | Libéral             |
|        | 1919 - 1923   | Athanase David            | Libéral             |
|        | 1923 - 1927   | Athanase David            | Libéral             |
|        | 1927 - 1931   | Athanase David            | Libéral             |
|        | 1931- 1935    | Athanase David            | Libéral             |
|        | 1935- 1936    | Athanase David            | Libéral             |
|        | 1936 - 1939   | Hermann Barrette          | Union nationale     |
|        | 1939 - 1940   | Athanase David            | Libéral             |
|        | 1940 - 1944   | Hector Perrier            | Libéral             |
|        | 1944 - 1948   | Joseph-Léonard Blanchard  | Union nationale     |
|        | 1948 - 1952   | Joseph-Léonard Blanchard  | Union nationale     |
|        | 1952 - 1956   | Joseph-Léonard Blanchard  | Union nationale     |
|        | 1956 - 1960   | Joseph-Léonard Blanchard  | Union nationale     |
|        | 1960 - 1962   | Lionel Bertrand           | Libéral             |
|        | 1962 - 1964   | Lionel Bertrand           | Libéral             |
|        | 1965 - 1966   | Denis Hardy               | Libéral             |
|        | 1966 - 1970   | Hubert Murray             | Union nationale     |
|        | 1970 - 1973   | Denis Hardy               | Libéral             |
|        | 1973 - 1976   | Denis Hardy               | Libéral             |
|        | 1976 - 1981   | Élie Fallu                | Parti québécois     |
|        | 1981 - 1985   | Yves Blais                | Parti québécois     |
|        | 1985- 1989    | Yves Blais                | Parti québécois     |
|        | 1989 - 1994   | Jocelyne Caron            | Parti québécois     |
|        | 1994 - 1998   | Jocelyne Caron            | Parti québécois     |
|        | 1998 - 2003   | Jocelyne Caron            | Parti québécois     |
|        | 2003 - 2007   | Jocelyne Caron            | Parti québécois     |
|        | 2007 - 2008   | Jean-François Therrien    | Action démocratique |
|        | 2008 - 2012   | Mathieu Traversy          | Parti québécois     |
|        | 2012 - 2014   | Mathieu Traversy          | Parti québécois     |
|        | 2014 - 2018   | Mathieu Traversy          | Parti québécois     |
|        | 2018 - 2022   | Pierre Fitzgibbon         | Coalition avenir    |
|        | 2022 - 2024   | Pierre Fitzgibbon         | Coalition avenir    |
|        | 2025 - actuel | Catherine Gentilcore      | Parti québécois     |

Légende: Les années en italiques représentent les élections partielles, tandis que les noms en gras indiquent les chefs de partis.

## Résultats électoraux

### Évolution pour les principaux partis
| |
| - Union nationale (ancien) - Parti libéral - Parti québécois - Crédit social (ancien) - Action démocratique (ancien) - Québec solidaire - Coalition avenir - Parti conservateur |

### Résultats détaillés
|                                                                                               | Nom                    | Parti            | Nombre de voix | %      | Maj.  |
| --------------------------------------------------------------------------------------------- | ---------------------- | ---------------- | -------------- | ------ | ----- |
|                                                                                               | Catherine Gentilcore   | Parti québécois  | 11 935         | 52,8 % | 5 427 |
|                                                                                               | Alex Gagné             | Coalition avenir | 6 508          | 28,8 % | -     |
|                                                                                               | Virginie Bouchard      | Libéral          | 1 848          | 8,2 %  | -     |
|                                                                                               | Nadia Poirier          | Québec solidaire | 1 029          | 4,5 %  | -     |
|                                                                                               | Ange Claude Bigilimana | Conservateur     | 845            | 3,7 %  | -     |
|                                                                                               | Benoit Beauchamp       | Climat Québec    | 169            | 0,7 %  | -     |
|                                                                                               | Jean-Louis Thémis      | Parti culinaire  | 145            | 0,6 %  | -     |
|                                                                                               | Eric Bernier           | Union nationale  | 95             | 0,4 %  | -     |
|                                                                                               | Shawn Lalande McLean   | Accès propriété  | 48             | 0,2 %  | -     |
| Total                                                                                         | Total                  | Total            | 22 622         | 100 %  |       |
| Le taux de participation lors de l'élection était de 37,3 % et 293 bulletins ont été rejetés. |                        |                  |                |        |       |

|                                                                                               | Nom                         | Parti              | Nombre de voix | %      | Maj.   |
| --------------------------------------------------------------------------------------------- | --------------------------- | ------------------ | -------------- | ------ | ------ |
|                                                                                               | Pierre Fitzgibbon (sortant) | Coalition avenir   | 20 911         | 49,4 % | 12 925 |
|                                                                                               | Geneviève Couture           | Parti québécois    | 7 986          | 18,9 % | -      |
|                                                                                               | Nadia Poirier               | Québec solidaire   | 5 352          | 12,7 % | -      |
|                                                                                               | Lindsay Jean                | Libéral            | 4 301          | 10,2 % | -      |
|                                                                                               | Daniela Andreeva            | Conservateur       | 3 357          | 7,9 %  | -      |
|                                                                                               | Nazar Tarpinian             | Vert               | 308            | 0,7 %  | -      |
|                                                                                               | Marie-France Meloche        | Démocratie directe | 80             | 0,2 %  | -      |
| Total                                                                                         | Total                       | Total              | 42 295         | 100 %  |        |
| Le taux de participation lors de l'élection était de 71,2 % et 549 bulletins ont été rejetés. |                             |                    |                |        |        |

|                                                                                               | Nom                        | Parti               | Nombre de voix | %      | Maj.  |
| --------------------------------------------------------------------------------------------- | -------------------------- | ------------------- | -------------- | ------ | ----- |
|                                                                                               | Pierre Fitzgibbon          | Coalition avenir    | 17 638         | 43 %   | 5 532 |
|                                                                                               | Mathieu Traversy (sortant) | Parti québécois     | 12 106         | 29,5 % | -     |
|                                                                                               | Anne B-Godbout             | Québec solidaire    | 5 279          | 12,9 % | -     |
|                                                                                               | Margaux Selam              | Libéral             | 4 976          | 12,1 % | -     |
|                                                                                               | Carole Dubois              | Vert                | 522            | 1,3 %  | -     |
|                                                                                               | Jules Néron                | Conservateur        | 287            | 0,7 %  | -     |
|                                                                                               | Mathieu Goyette            | Citoyens au pouvoir | 244            | 0,6 %  | -     |
| Total                                                                                         | Total                      | Total               | 41 052         | 100 %  |       |
| Le taux de participation lors de l'élection était de 72,3 % et 741 bulletins ont été rejetés. |                            |                     |                |        |       |

|                                                                                               | Nom                        | Parti            | Nombre de voix | %      | Maj. |
| --------------------------------------------------------------------------------------------- | -------------------------- | ---------------- | -------------- | ------ | ---- |
|                                                                                               | Mathieu Traversy (sortant) | Parti québécois  | 14 450         | 36,2 % | 743  |
|                                                                                               | Jean-François Jarry        | Coalition avenir | 13 707         | 34,4 % | -    |
|                                                                                               | Meriem Glia                | Libéral          | 8 780          | 22 %   | -    |
|                                                                                               | Yan Smith                  | Québec solidaire | 2 543          | 6,4 %  | -    |
|                                                                                               | Jean-François Jacob        | Option nationale | 411            | 1 %    | -    |
| Total                                                                                         | Total                      | Total            | 39 891         | 100 %  |      |
| Le taux de participation lors de l'élection était de 74,2 % et 826 bulletins ont été rejetés. |                            |                  |                |        |      |

|                                                                                               | Nom                        | Parti                  | Nombre de voix | %      | Maj.  |
| --------------------------------------------------------------------------------------------- | -------------------------- | ---------------------- | -------------- | ------ | ----- |
|                                                                                               | Mathieu Traversy (sortant) | Parti québécois        | 19 077         | 44,5 % | 3 648 |
|                                                                                               | Gaétan Barrette            | Coalition avenir       | 15 429         | 36 %   | -     |
|                                                                                               | Josée Gingras              | Libéral                | 5 646          | 13,2 % | -     |
|                                                                                               | Yan Smith                  | Québec solidaire       | 1 380          | 3,2 %  | -     |
|                                                                                               | Benoit Carignan            | Vert                   | 635            | 1,5 %  | -     |
|                                                                                               | Marc-André Dénommée        | Option nationale       | 510            | 1,2 %  | -     |
|                                                                                               | Patrick Dubé               | Coalition constituante | 160            | 0,4 %  | -     |
| Total                                                                                         | Total                      | Total                  | 42 837         | 100 %  |       |
| Le taux de participation lors de l'élection était de 80,2 % et 554 bulletins ont été rejetés. |                            |                        |                |        |       |

|                                                                                               | Nom                              | Parti               | Nombre de voix | %      | Maj.  |
| --------------------------------------------------------------------------------------------- | -------------------------------- | ------------------- | -------------- | ------ | ----- |
|                                                                                               | Mathieu Traversy                 | Parti québécois     | 15 475         | 45,2 % | 6 061 |
|                                                                                               | Chantal Leblanc                  | Libéral             | 9 414          | 27,5 % | -     |
|                                                                                               | Jean-François Therrien (sortant) | Action démocratique | 7 381          | 21,6 % | -     |
|                                                                                               | Yoland Gilbert                   | Vert                | 1 056          | 3,1 %  | -     |
|                                                                                               | Sabrina Perreault                | Québec solidaire    | 892            | 2,6 %  | -     |
| Total                                                                                         | Total                            | Total               | 34 218         | 100 %  |       |
| Le taux de participation lors de l'élection était de 60,5 % et 680 bulletins ont été rejetés. |                                  |                     |                |        |       |

|                                                                                               | Nom                       | Parti               | Nombre de voix | %      | Maj.  |
| --------------------------------------------------------------------------------------------- | ------------------------- | ------------------- | -------------- | ------ | ----- |
|                                                                                               | Jean-François Therrien    | Action démocratique | 17 224         | 41,3 % | 2 064 |
|                                                                                               | Jocelyne Caron (sortante) | Parti québécois     | 15 160         | 36,3 % | -     |
|                                                                                               | Chantal Leblanc           | Libéral             | 6 720          | 16,1 % | -     |
|                                                                                               | Pierre-Charles De Guise   | Vert                | 1 508          | 3,6 %  | -     |
|                                                                                               | Jean Baril                | Québec solidaire    | 1 136          | 2,7 %  | -     |
| Total                                                                                         | Total                     | Total               | 41 748         | 100 %  |       |
| Le taux de participation lors de l'élection était de 76,5 % et 531 bulletins ont été rejetés. |                           |                     |                |        |       |

## Référendums
|  | Référendum                     | % du OUI | % du NON | Taux de participation |
|  | Référendum de 1980             | 47,12 %  | 52,88 %  | 88,72 %               |
|  | Accord de Charlottetown (1992) | 27,88 %  | 72,12 %  | 85,43 %               |
|  | Référendum de 1995             | 67,3 %   | 32,7 %   | 95,01 %               |